# Mitsubishi Chemical Advanced Materials
Die Mitsubishi Chemical Advanced Materials AG (zuvor Quadrant AG) mit Sitz in Lenzburg ist ein international tätiger Schweizer Hersteller von thermoplastischen Werkstoffen in Form von Halbzeugen und Fertigteilen. Die Unternehmensgruppe beschäftigt in 20 Ländern ~2’800 Mitarbeiter und erwirtschaftete im Geschäftsjahr 2018–19 einen Umsatz von ~920 Millionen Schweizer Franken. Per 1. April 2019 hat Quadrant ihren Namen in Mitsubishi Chemical Advanced Materials geändert. Quadrant war bis Juni 2010 an der Schweizer Börse SWX Swiss Exchange kotiert und gehört seit 2013 zur Mitsubishi Chemical Group.

## Tätigkeitsgebiet
Das Tätigkeitsgebiet der Mitsubishi Chemical Advanced Materials-Gruppe umfasst einerseits den Bereich High-Performance Plastics. Hierbei stellt das Unternehmen Halbzeuge und technische Fertigteile sowie technische Spritzgussteile aus Engineering Plastics her. Diese finden in breiten Teilen der Industrie Anwendung, unter anderem im Anlagen- und Apparatebau, in der chemischen und pharmazeutischen Prozessindustrie, in der Elektro- und Elektronikindustrie, in der Medizinaltechnik, in der Nahrungsmittelverarbeitung, im Materialtransport, im Bergbau, in der Stromerzeugung und in der Automobilindustrie.
Der zweite Geschäftsbereich, Plastic Composites und Cable Protection Systems, umfasst die Herstellung von glas- und naturfaserverstärkten Thermoplasten, Kabelschutzrohren und Verbindungsstücken aus Polyolefinen für Automobile (Struktur- und Innenraumbauteile) sowie die Telekommunikation und die Stromverteilung.

## Geschichte
Das Unternehmen wurde 1996 als Beteiligungsgesellschaft gegründet. Wenige Monate später übernahm es zunächst die Mehrheitsbeteiligung an der im Immobilienbereich tätigen Mobag-Gruppe und nach einer kurz darauf beschlossenen strategischen Neuorientierung die 1952 gegründete im Kunststoffbereich tätige Symalit AG. Letztere übernahm 1999 das GMT-Geschäft von BASF und von Borealis.
In den Jahren 2000 und 2001 tätigte Symalit weitere Akquisitionen, unter anderem des Vliesgeschäfts der Marx-Gruppe, des Geschäfts mit Kabelschutz- und Telekommunikationsrohren der Jansen AG sowie des EPP-Geschäfts der niederländischen DSM
Im September 2001 verkaufte Quadrant ihre 77-prozentige Beteiligung an der Mobag-Gruppe und konzentriert sich seither auf Kunststoffe. Hierbei expandierte das Unternehmen sowohl organisch wie auch durch verschiedene Unternehmensübernahmen, insbesondere der Poly Hi Solidur (2005), des weltmarktführenden Unternehmens für ultrahochmolekulare Polyethylen-Produkte (UHMW-PE).
Seit Ende Mai 2013 ist Quadrant eine hundertprozentige Tochtergesellschaft der Mitsubishi Chemical Holdings Corporation. Per 1. April 2019 hat Quadrant ihren Namen in Mitsubishi Chemical Advanced Materials geändert.